# 나카모리 다이스케
나카모리 다이스케(일본어: 中森 大介, 1974년 7월 10일 ~ )는 일본의 전 축구 선수이다.

## 구단 경력
과거 몬테디오 야마가타에서 활동하였다.